# HD 47247
HD 47247 è un sistema stellare di magnitudine 6,4 situato nella costellazione del Cane Maggiore. Dista 751 anni luce dal sistema solare.

## Osservazione
Si tratta di una stella situata nell'emisfero celeste australe; grazie alla sua posizione non fortemente australe, può essere osservata dalla gran parte delle regioni della Terra, sebbene gli osservatori dell'emisfero sud siano più avvantaggiati. Nei pressi dell'Antartide appare circumpolare, mentre resta sempre invisibile solo in prossimità del circolo polare artico. Essendo di magnitudine pari a 6,4, non è osservabile ad occhio nudo; per poterla scorgere è sufficiente comunque anche un binocolo di piccole dimensioni, a patto di avere a disposizione un cielo buio.
Il periodo migliore per la sua osservazione nel cielo serale ricade nei mesi compresi fra dicembre e maggio; da entrambi gli emisferi il periodo di visibilità rimane indicativamente lo stesso, grazie alla posizione della stella non lontana dall'equatore celeste.

## Caratteristiche fisiche
HD 47247 è un sistema stellare la cui componente principale è una bianco-azzurra di sequenza principale e magnitudine 6,4. La componente B è di magnitudine 9,8, separata da 9,1 secondi d'arco da A e con angolo di posizione di 336 gradi; a quella distanza la separazione reale tra le due stelle è di circa 2100 UA. 
La stella viene classificata dall'AAVSO come binaria a eclisse e una variabilità che porta la stella a cambiare la propria magnitudine da 6,34 a 6,48 in periodo di 1,99 giorni. La stessa componente principale sarebbe quindi a sua volta doppia.